# Ipomoea contrerasii
Ipomoea contrerasii är en vindeväxtart som beskrevs av Louis Otho Otto Williams. Ipomoea contrerasii ingår i släktet praktvindor, och familjen vindeväxter. Inga underarter finns listade i Catalogue of Life.